# Božo Škerlj
Božo Škerlj (* 28. September 1904 in Wien; † 10. November 1961 in Ljubljana) war ein jugoslawischer Anthropologe.

## Leben
Božo Škerlj studierte Biologie und Geographie an der Universität Ljubljana und promovierte 1927 in Prag. 1933 wurde er Privatdozent für physische Anthropologie an der Universität Ljubljana. 1936 bis 1938 war er Herausgeber der Zeitschrift Evgenika. Ab 1943 war er im KZ Dachau interniert. 1946 wurde er außerordentlicher, 1953 ordentlicher Professor an der Universität Ljubljana.

## Veröffentlichungen (Auswahl)
- Menschlicher Körper und Leibesübungen. Nakł. Towarzystwa naukowego warszawskiego, Warschau 1936.
- Die rassische Gliederung der Menschheit, in: Zeitschrift für Rassenkunde und die gesamte Forschung am Menschen, Jahrgang 4.1936, S. 284–306
- Zur Rassenkunde der Jugoslawen, in: Zeitschrift für Rassenkunde und die gesamte Forschung am Menschen, Jahrgang 7.1938, S. 145–181 (Rezension dazu in: American Anthropologist, Band 40.1938, S. 745 f)
- Menarche und Umwelt, in: Zeitschrift für menschliche Vererbungs- und Konstitutionslehre, Jahrgang 23.1939, S. 299–359
- Razvoj človeka (Die Entwicklung des Menschen), 1950